# Necturus punctatus
Necturus punctatus är ett stjärtgroddjur i familjen olmar (Proteidae) som finns i östra USA, nära besläktat med amerikansk olm.

## Beskrivning
Arten är likt alla arter i släktet Necturus pigmenterad, och har en ovansida som är enfärgat grå, brun eller olivgrön, vanligtvis utan fläckar. Vissa former i North Carolina kan dock ha fläckar på ovansidan. Undersidan är smutsgul och kan ka enstaka fläckar i kanterna. Som alla arter i familjen är den neoten (behåller larvkaraktärerna i vuxen ålder), med buskiga, yttre gälar. Den har välutvecklade ben med fyra tår på varje fot, och en sidleds ihoptryckt svans. Det är den minsta arten i familjen, längden för en vuxen individ är mellan 11,5 och 19 cm. Larven är enfärgat brun på ovansidan, utan de strimmor som hittas hos larverna till andra arter i släktet.

## Utbredning
Arten finns på den centrala och södra delen av USA:s östkust, från Virginia till centrala Georgia. En tidigare förmodad utsträckning till Alabama anses numera röra en annan, eventuellt ny art.

## Ekologi
Som alla arter i familjen är Necturus punctatus helt akvatisk, och lever vid bottnen av långsamma vattendrag med sand- eller gyttjebotten, samt diken och liknande i anslutning till dessa. Den kan också påträffas i träsk, risfält, dammar och liknande, gärna sådana med förnarika bottnar. Larverna föredrar grunt vatten med lövtäckt botten. Födan består av olika kräftdjur, maskar, mångfotingar och insekter, i synnerhet sländlarver. Livslängden uppskattas till minst 10 år.

### Fortplantning
Mycket litet är känt om fortplantningen, men man förutsätter att den sker i vatten med tanke på artens levandssätt, och troligen under vintern. Dräktiga honor har konstaterats bära på mellan 15 och 55 ägg. Äggen fästs troligen på undersidan av olika föremål i vattnet. Larvstadiet förmodas vara i minst 2 år, och arten tros bli könsmogen under det 5:e levnadsåret.